# Autoveicolo per uso speciale
Gli autoveicoli per uso speciale sono una particolare categoria di autoveicoli prevista dal codice della strada italiano il cui compito prevalente è la movimentazione di attrezzature speciali costituenti la loro stessa carrozzeria, piuttosto che di persone, animali o di cose. L'appellativo di autoveicolo limita la definizione ad i soli veicoli dotati di motore, ma il codice della strada ammette l'esistenza anche di rimorchi e semirimorchi per uso speciale, nonché di motoveicoli.
(Codice della strada, Art.54)

## Approfondimenti
Determinati tipi di attrezzature, sono efficienti a patto che ne venga preservata l'estrema mobilità. L'uso frequente di tali attrezzature può suggerire la loro installazione permanente sui veicoli ed è in questo frangente che si ottengono i veicoli per uso speciale. In pratica, si tratta di veicoli, con telaio assimilabile a quello di un autoveicolo o un complesso veicolare per trasporto di cose, che hanno funzione prevalente di attrezzatura mobile, piuttosto che di mezzo di trasporto. Un esempio familiare sono le autogrù pesanti, veicoli adibiti al trasporto della loro sola gru, da non confondere con le gru montate a corredo di autocarri. Anche la roulotte, per quanto specificatamente classificata dal codice della strada tra i rimorchi, è anche un veicolo ad uso speciale: la sua destinazione d'uso, infatti, è il soggiorno con veicolo fermo e non il trasporto (non a caso è vietato trasportare persone con roulotte in movimento).

## Galleria fotografica di autoveicoli per uso speciale
|  |  |  |